# Друга интернационала
Друга интернационала је била организација социјалистичких и радничких партија основана у Паризу 14. јула 1889. Друга Интернационала је наставила рад распуштене Прве интернационале, а постојала је до 1916. године.

## Стварање социјалдемократских партија
После пада Париске комуне и распуштања Прве интернационале буржоазија је настојала да угуши револуционарни покрет. Међутим, број радника се повећавао упоредо са наглим развитком капиталистичке експлоатације. Радници су организовали штрајкове и стварали струковна удружења - радничке синдикате. Упоредо са јачањем борбе радничке класе за економска права формирају се политичке партије радника. Те се партије боре поред економских и за политичка права радника. Тако су основане социјалдемократске партије у појединим земљама. Међу најорганизованијим и најјачим партијама биле су Социјалдемократска партија Немачке и Социјалдемократска странка Француске.

## Оснивање
Године 1883. умро је Карл Маркс. Револуционарну теоријску и практичну делатност наставио је његов саборац Фридрих Енгелс. Крајем 80-их година 19. века раднички покрет је толико ојачао да се јавила потреба за оснивањем новог међународног удружења радника. На дан стогодишњице пада Бастиље, 14. јула 1889. године, у Паризу је одржан Конгрес социјалистичких радничких партија на коме је створена Друга интернационала. На конгресу је одлучено да се сваке године у свим земљама света прославља 1. мај као међународни празник радника у знак међународне солидарности радничке класе у борби против капиталистичке експлоатације. Тај дан је одређен за празник рада у знак сећања на борбу и жртве радника. У Чикагу је 1. маја 1886. године у оружаној борби са властима погинуло и рањено више радника. Првомајске прославе су извођене у знак борбе радника за осмочасовно радно време, за доношење социјалног законодавства и за увођење општег права гласа.

## Облици делатности
Друга интернационала је, поред организовања првомајских прослава, усмеравала радничке организације да се боре за опште право гласа, демократске слободе и за побољшање материјалног положаја радника. За такве облике борбе нарочито се залагао Енгелс, јер се тиме доприносило стварању услова за одлучнију и успешнију борбу пролетаријата. До Енгелсове смрти 1895. године у Интернационали су преовладавали марксисти и успешно су се борили против других струја у радничком покрету.

## Појава опортунизма
Деведесетих година 19. века у Интернационали су се појавили поборници идеологије мирног прерастања капитализма у социјализам, тзв. опортунисти. Они су сматрали да свакодневна борба радничке класе јесте њен основни циљ, а не средство које води рушењу капитализма. Знатан број радничких вођа сматрао је Марксово учење застарелим, па је тражио измене у том учењу - ревизију марксизма. Отуда назив за присталице ревизије Марксовог учења - ревизионисти. Поред опортуниста и ревизиониста појавиле су се и друге струје у редовима Друге интернационале које су одбацивале марксизам.

## Слом
Против опортунизма и ревизионизма у Другој интернационали водиле су се борбу поједине истакнуте радничке вође: Вилхелм Либкнехт, Аугуст Бебел и др. Посебна заслуга за борбу против ревизиониста и опортуниста припада вођи руског пролетаријата Владимиру Иљичу Лењину. Лењин и његови саборци у Русији и другим земљама сматрали су да у условима империјализма почетком 20. века пролетаријат само у пролетерској револуцији може узети власт и приступити изградњи социјалистичког друштва. Ради револуционарне борбе пролетаријат треба да органозује чврсту партију и да у савезу са сељаштвом изведе социјалистичку револуцију. 
Међутим, у партијама Друге интернационале постепено је преовладавао опортунизам. Те се партије нису енергично бориле против ратне опасности настале услед формирања блокова империјалистичких сила. Када је избио Први светски рат (1914) већина вођа социјалдемократских партија подржала је буржоазију својих земаља тврдећи да се води рат за одбрану отаџбине. То је довело до распада Друге интернационале као међународне пролетерске и социјалистичке организације.
И поред свих недостатака, Друга интернационала је одиграла значајну улогу у организовању радничког покрета крајем 19. века и почетком 20. века. Мирним методама борбе она је постигла више успеха у корист радника (скраћивање радног дана, повећавање најамнине, увођење радничког законодавства, право гласа итд). Партије Друге интернационале имале су своје листове и часописе и постизале су знатне успехе на изборима за парламенте. Радничка класа је постала значајан фактор у друштвеном и политичком животу капиталистичких земаља.